# علي صبيح

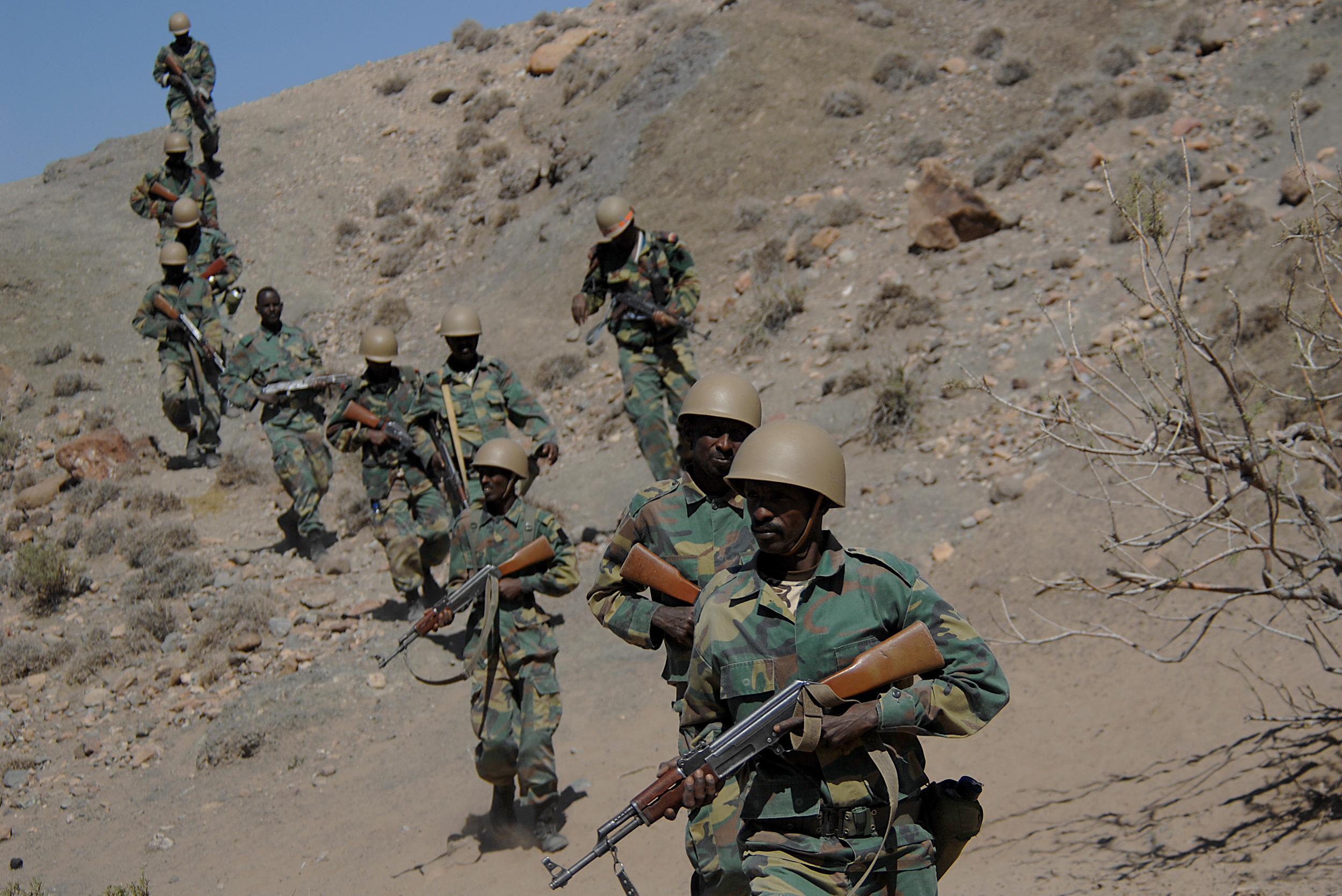
جنود من الجيش الجيبوتي في تمرينات بمنطقة «علي صبيح»

علي صبيح هي مدينة تقع جنوب جمهورية جيبوتي على السكة الحديدية المتجهة لإثيوبيا، سكانها من قبيلة عيسى وهي مدينة تجارية وصناعية. يقع مقر نادي جيبوتي تيليكوم، وهو أحد أكبر أندية كرة القدم الجيبوتية، في هذه المنطقة.

## المناخ
يظهر الجدول التالي التغييرات المناخية على مدار السنة لعلي صبيح:
| البيانات المناخية لـعلي صبيح                | البيانات المناخية لـعلي صبيح | البيانات المناخية لـعلي صبيح | البيانات المناخية لـعلي صبيح | البيانات المناخية لـعلي صبيح | البيانات المناخية لـعلي صبيح | البيانات المناخية لـعلي صبيح | البيانات المناخية لـعلي صبيح | البيانات المناخية لـعلي صبيح | البيانات المناخية لـعلي صبيح | البيانات المناخية لـعلي صبيح | البيانات المناخية لـعلي صبيح | البيانات المناخية لـعلي صبيح | البيانات المناخية لـعلي صبيح |
| الشهر                                       | يناير                        | فبراير                       | مارس                         | أبريل                        | مايو                         | يونيو                        | يوليو                        | أغسطس                        | سبتمبر                       | أكتوبر                       | نوفمبر                       | ديسمبر                       | المعدل السنوي                |
| ------------------------------------------- | ---------------------------- | ---------------------------- | ---------------------------- | ---------------------------- | ---------------------------- | ---------------------------- | ---------------------------- | ---------------------------- | ---------------------------- | ---------------------------- | ---------------------------- | ---------------------------- | ---------------------------- |
| متوسط درجة الحرارة الكبرى °م (°ف)           | 26.3 (79.3)                  | 26.6 (79.8)                  | 27.0 (80.6)                  | 27.7 (81.9)                  | 29.3 (84.8)                  | 33.4 (92.2)                  | 36.1 (96.9)                  | 35.7 (96.2)                  | 31.7 (89.0)                  | 27.6 (81.6)                  | 26.9 (80.4)                  | 26.2 (79.2)                  | 29.5 (85.2)                  |
| المتوسط اليومي °م (°ف)                      | 22 (72)                      | 22 (72)                      | 24 (75)                      | 26 (79)                      | 28 (82)                      | 29 (84)                      | 30 (86)                      | 28 (82)                      | 27 (81)                      | 26 (79)                      | 24 (75)                      | 22 (72)                      | 26 (78)                      |
| متوسط درجة الحرارة الصغرى °م (°ف)           | 15.0 (59.0)                  | 16.9 (62.5)                  | 18.2 (64.8)                  | 19.8 (67.7)                  | 21.4 (70.6)                  | 23.8 (74.9)                  | 25.0 (77.0)                  | 24.8 (76.6)                  | 23.3 (74.0)                  | 20.1 (68.1)                  | 17.2 (63.0)                  | 15.4 (59.8)                  | 20.1 (68.2)                  |
| الهطول مم (إنش)                             | 17 (0.7)                     | 14 (0.6)                     | 15 (0.6)                     | 21 (0.8)                     | 5 (0.2)                      | 2 (0.1)                      | 19 (0.7)                     | 43 (1.7)                     | 34 (1.3)                     | 10 (0.4)                     | 13 (0.5)                     | 7 (0.3)                      | 200 (7.9)                    |
| المصدر #1: Climate-Data.org, altitude: 756m |                              |                              |                              |                              |                              |                              |                              |                              |                              |                              |                              |                              |                              |
| المصدر #2: Levoyageur                       |                              |                              |                              |                              |                              |                              |                              |                              |                              |                              |                              |                              |                              |

## توأمة
لعلي صبيح اتفاقيات توأمة مع كل من:
- فيكوينا
- ويليتس
- بوكاتيلو
- كاملوبس
- آسفي
- ناروجين
- بايبورت

## أعلام
- محمود حربي
- زورة علي
- حسين أحمد صلاح